# Æltning
Æltning er en proces, hvorunder der foregår en sammenblanding af forskellige faste og flydende ingredienser til en relativt ensartet masse.
Processen kan udføres med håndkraft eller ved anvendelse af æltemaskiner. Til husholdningsbrug anvendes i vid udstrækning håndkraft kombineret med visse mere simple former for æltemaskiner til husholdningsbrug, mens industriel æltning er domineret af en lang række forskellige og langt mere komplicerede og specifikt udformede maskiner. 
Blandt eksempler på æltning er fremstilling af dej til bagning samt kærning af fløde kombineret med æltning af smørmassen til det ensartede produkt vi kender som smør. Dertil kommer en række mere komplicerede industrielle ælteprocesser af en lang række produkter inden for såvel den farmaceutiske og kosmetiske som den kemiske industri.
De bedst kendte eksempler på æltning er de processer, som anvendes i den daglige husholdning, hvor æltning indgår som en vigtig arbejdsproces i fremstilling og tilberedning af kødfars og vegetabilsk fars, samt måske i endnu højere grad ved fremstilling af dej til bagning. Her er det kendetegnende for det gode slutresultat, at en tilpas og hensigtsmæssig æltning er afgørende for farsens og dejens sejhed og elasticitet og dermed også for dens videre egenskaber, når den bages som brød eller steges som eksempelvis frikadeller.